# ماتيلد فون كيلر
ماتيلد فون كيلر (بالألمانية: Mathilde von Keller)‏ هي مساعدة شخصية ألمانية، ولدت في 1853 في إرفورت في ألمانيا، وتوفيت في 4 نوفمبر 1945 في بوتسدام في ألمانيا.